# Gran Frente de Chile
Gran Frente de Chile (GFCh) —mencionado en algunos medios como Gran Frente Cívico de Chile— fue una agrupación política chilena existente entre 1987 y 1989 y que agrupaba diversas organizaciones sociales que apoyaban a la dictadura militar y en particular la figura de Augusto Pinochet y de la Junta Militar.

## Historia
El 4 de agosto de 1987 se constituyó el Comité Civil, agrupación encabezada principalmente por empresarios que defendían el plebiscito de 1988 y el apoyo al candidato que fuese nominado. Entre sus fundadores se contaba a Elsa Gardeweg, Eugenio Heiremans, Víctor Bezanilla, Manuel Valdés Valdés, Jorge Fontaine y Enrique Valenzuela. Paralelamente, Carlos Cabello creó el Comité de Acción Cívica de San Miguel. Ambas agrupaciones, junto a otros Comités Cívicos, el Movimiento Independiente Pinochetista y la agrupación Acción Gremialista, terminaron conformando a fines de 1987 el Gran Frente de Chile. También se sumaría la Juventud Patriótica Independiente, liderada por Juan Francisco Canales, Sergio Troncosco Melej e Ignacio Morales Garrido.
Apoyó la opción «Sí» —que buscaba la continuidad de la Dictadura Militar de Augusto Pinochet— en el plebiscito del 5 de octubre de 1988. El 24 de octubre de 1988 fundó la Alianza Unitaria Nacional (AUN) junto a Avanzada Nacional, el Partido del Sur, el Partido Socialdemócrata, el Partido Liberal Demócrata, el Movimiento Independiente de Centro y Mujeres Independientes de Chile; dos días después formó junto al Partido Nacional por el Sí, la Democracia Radical, el Partido Socialdemócrata, Avanzada Nacional, el Partido Democrático de Chile, el Centro Democrático Libre, el Partido Liberal Demócrata, los Comités Cívicos, el Movimiento de Independientes de Centro, el Frente Nacional de Profesionales e Intelectuales, y el Movimiento de Unidad Social Cristiana, la Confederación Democrática (CODE), de muy corta existencia y que desapareció en 1989 durante las negociaciones para las candidaturas parlamentarias de dicho año.
Tras la derrota en el plebiscito, el frente presentó el 24 de noviembre una propuesta de ocho reformas a la Constitución Política con tal de limitar las facultades presidenciales para arrestar o exiliar detenidos. El 11 de agosto de 1989 fue uno de los fundadores de la Alianza de Centro, el cual estaba compuesto también por la Democracia Radical, Avanzada Nacional, el Centro Democrático Libre, el Movimiento Independiente de Centro y el Partido Socialdemócrata. Para la elección presidencial, apoyaron la candidatura de Francisco Javier Errázuriz Talavera.
Entre los candidatos que presentó en las elecciones parlamentarias de 1989 se cuentan a Mario Fuenzalida a la Cámara de Diputados, y Carlos Cabello y Fidel Reyes al Senado. Ninguno de los candidatos resultó elegido, y tras esto el frente desapareció de la actividad política.